# Рибани
Рибани — село в окрузі Бановці-над-Бебравою Банськобистрицького краю Словаччини. Станом на грудень 2015 року в селі проживало 1454 людей. Протікає річка Галачовка.

## Населення
| Рік:            | 1994. | 2004.   | 2014.   | 2024.   |
| --------------- | ----- | ------- | ------- | ------- |
| Кількість осіб: | 1495  | 1487    | 1446    | 1489    |
| Різниця:        |       | -0,53 % | -2,75 % | +2,97 % |

| Рік:            | 2023. | 2024.   |
| --------------- | ----- | ------- |
| Кількість осіб: | 1517  | 1489    |
| Різниця:        |       | -1,84 % |